# 叶语
叶语(拉丁转写为Jeh、Die、Gie、Yaeh)是一种在越南、老挝塞公省和阿速坡省由超过15,000人使用的巴拿语支语言。